# Bad Marienberg (Westerwald)
Bad Marienberg (Westerwald) – miasto uzdrowiskowe w Niemczech, w kraju związkowym Nadrenia-Palatynat, w powiecie Westerwald, siedziba gminy związkowej Bad Marienberg (Westerwald).

## Współpraca
Miejscowości partnerskie:
- Marienberg, Saksonia
- Pagny-sur-Moselle, Francja